# Unterholz, Šentpavel v Labotski dolini
Unterholz je naselje v Občini Šentpavel v Labotski dolini v Okraju Volšperk na Koroškem v Avstriji.